# The Nice Guys
The Nice Guys är en amerikansk deckar-neo-noir-actionkomedifilm från 2016, regisserad av Shane Black. Den har Russell Crowe och Ryan Gosling i huvudrollerna. Filmen följer Crowe och Gosling som spelar privatdetektiver i Los Angeles 1977.
Filmen hade premiär den 15 maj 2016 på Cannes filmfestival och släpptes av Warner Bros. Pictures i USA den 20 maj samma år. I Sverige släpptes filmen av Noble Entertainment den 8 juni 2016. Trots den positiva kritiken så tjänade bara filmen 57 miljoner dollar, jämfört med produktionskostnaden som låg på 50 miljoner.

## Handling
Filmen utspelar sig i Los Angeles år 1977. Filmen börjar när en ensamstående pappa och certifierad privatdetektiv Holland March (Gosling) är anlitad att undersöka ett påstått självmord av den kända porrstjärnan Misty Mountains. Hans undersökning leder honom till slut till en flicka vid namnet Amelia, då möter han mindre certifierade privatdetektivs Jackson Healy (Crowe) och hans knogjärn, som är anlitad av flickan. Dock så tar allt en dålig sväng när Amelia försvinner och det blir uppenbart att det inte bara var March som var intresserad. Båda herrarna tvingas då att samarbeta och blir tvingade att ge sig an excentriska skurkar, strippor och även en potentiell politisk konspiration.

## Rollista i urval
- Russell Crowe – Jackson Healy
- Ryan Gosling – Holland March
- Angourie Rice – Holly March
- Matt Bomer – John Boy
- Margaret Qualley – Amelia Kutner
- Keith David – Older Guy
- Kim Basinger – Judith Kutner
- Yaya DaCosta – Tally
- Beau Knapp – Blue Face
- Lois Smith – Mrs. Glenn
- Murielle Telio – Misty Mountains
- Daisy Tahan – Jessica
- Jack Kilmer – Chet
- Ty Simpkins – Bobby
- Hannibal Buress – Bumble

## Mottagande
The Nice Guys fick bra mottagning från kritiker. Filmen har ett betyg på 92% på Rotten Tomatoes baserat på 260 recensioner, och ett betyg på 70/100 på Metacritic baserat på 51 kritiker.

## Utmärkelser
| Priser och nomineringar                | Priser och nomineringar            | Priser och nomineringar        | Priser och nomineringar | Priser och nomineringar |
| Utmärkelse                             | Kategori                           | Mottagare                      | Resultat                |                         |
| -------------------------------------- | ---------------------------------- | ------------------------------ | ----------------------- | ----------------------- |
| AARP Annual Movies for Grownups Awards | Best Buddy Picture                 | Ryan Gosling och Russell Crowe | Nominerad               |                         |
| Critic' Choice Awards                  | Bästa Komedi                       | The Nice Guys                  | Nominerad               |                         |
| Critic' Choice Awards                  | Bästa skådespelare i en komedi     | Ryan Gosling                   | Nominerad               |                         |
| Denver Film Critics Society            | Bästa komedi                       | The Nice Guys                  | Nominerad               |                         |
| Golden Tomato Awards                   | Bästa komedi 2016                  | The Nice Guys                  | Nominerad               |                         |
| Hollywood Music in Media Awards        | Bästa soundtrackalbum              | The Nice Guys                  | Nominerad               |                         |
| Houston Fim Critics Society            | Bästa film                         | The Nice Guys                  | Nominerad               |                         |
| Jupiter Awards                         | Bästa internationella film         | The Nice Guys                  | Ej avgjort              |                         |
| Jupiter Awards                         | Bästa internationella skådespelare | Russell Crowe                  | Ej avgjort              |                         |
| San Diego Film Critics Society         | Bästa komiska prestation           | Ryan Gosling                   | Vann                    |                         |